# New Berlin (villa)
New Berlin es una villa ubicada en el condado de Chenango en el estado estadounidense de Nueva York. En el año 2000 tenía una población de 1,129 habitantes y una densidad poblacional de 404 personas por km².

## Geografía
New Berlin se encuentra ubicada en las coordenadas 42°37′27″N 75°20′0″O / 42.62417, -75.33333.

## Demografía
Según la Oficina del Censo en 2000 los ingresos medios por hogar en la localidad eran de $27,885, y los ingresos medios por familia eran $36,786. Los hombres tenían unos ingresos medios de $26,750 frente a los $21,000 para las mujeres. La renta per cápita para la localidad era de $15,344. Alrededor del 10% de la población estaban por debajo del umbral de pobreza.